# Metropolitana de Salvador
Metropolitana de Salvador è una mesoregione dello Stato di Bahia in Brasile.

## Microregioni
È suddivisa in 3 microregioni:
- Catu
- Salvador
- Santo Antônio de Jesus